# Cochranella spinosa
Teratohyla spinosa là một loài ếch thuộc họ Centrolenidae.
Loài này có ở Colombia, Costa Rica, Ecuador, Honduras, Panama, và có thể cả Nicaragua.
Môi trường sống tự nhiên của chúng là rừng ẩm vùng đất thấp nhiệt đới hoặc cận nhiệt đới và sông ngòi.
Nó không được IUCN xem là loài bị đe dọa.

## Hình ảnh

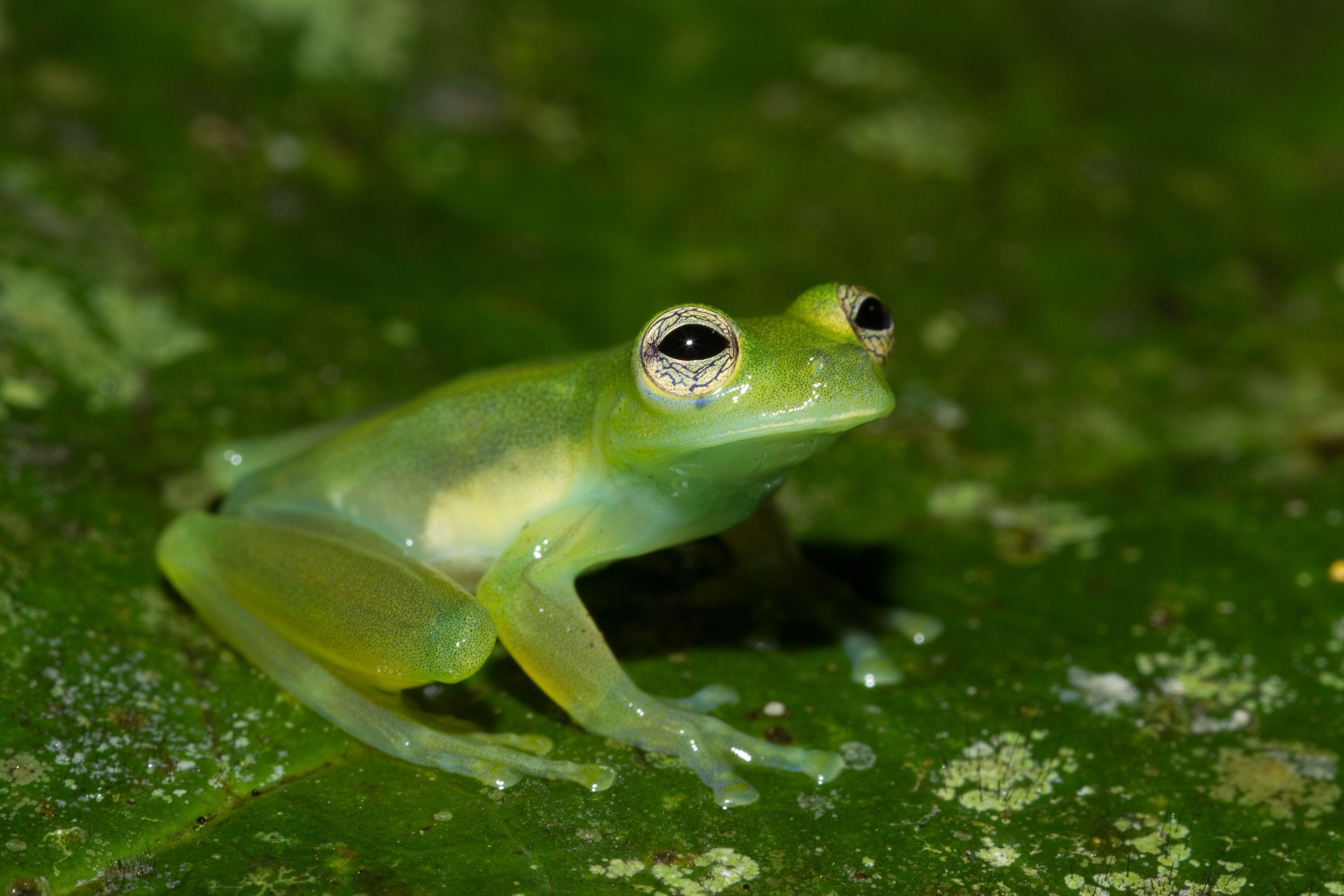
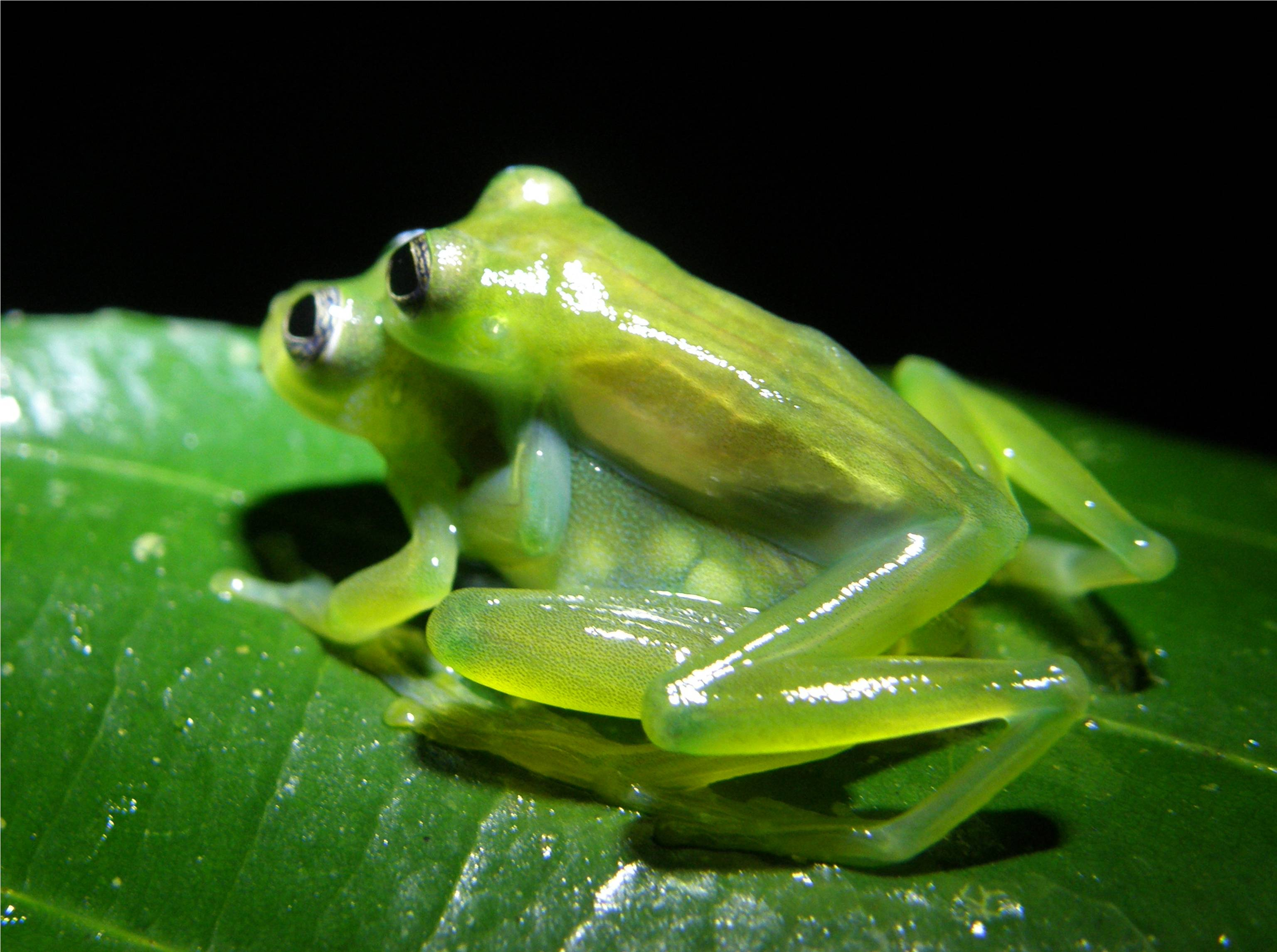
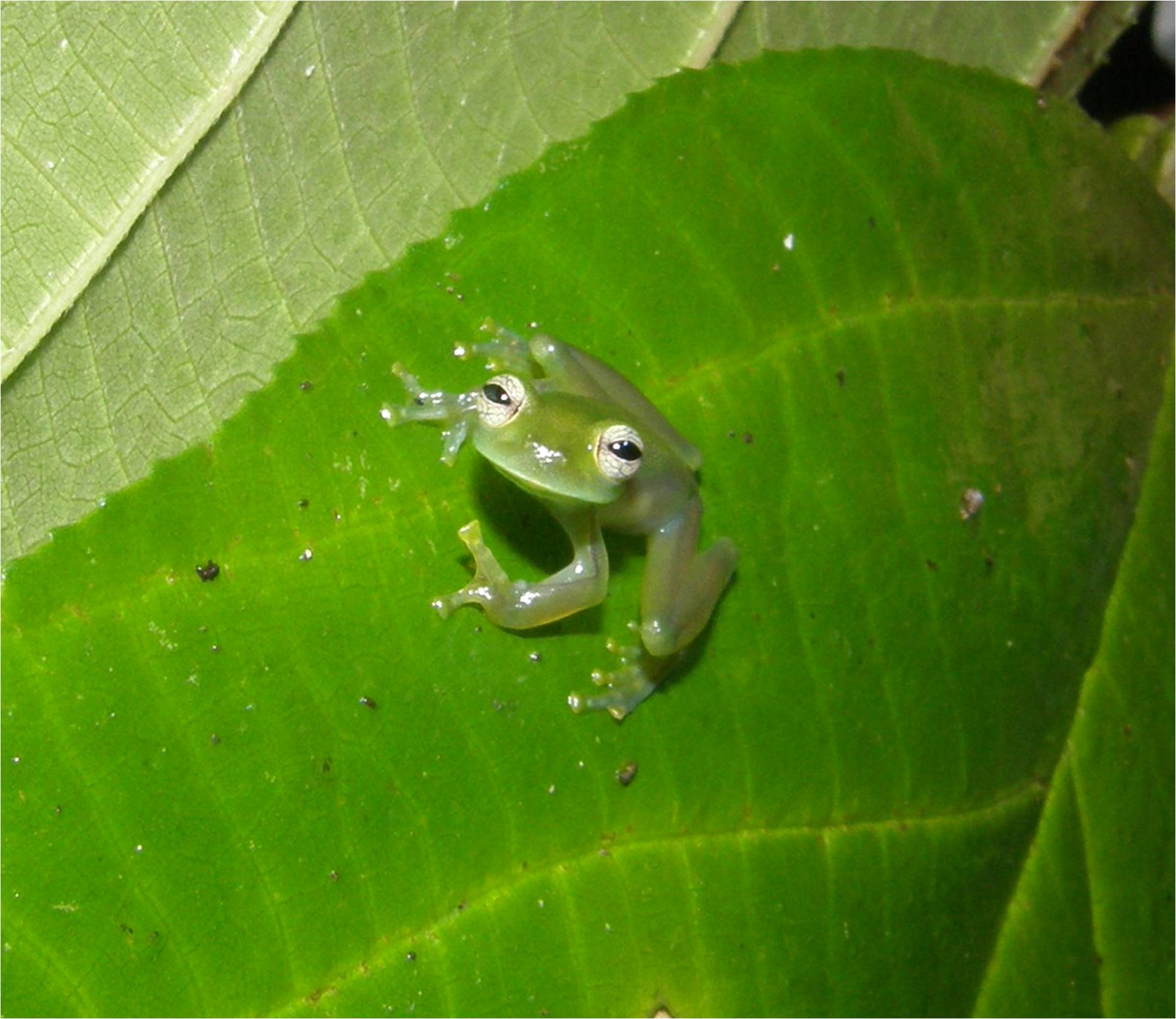
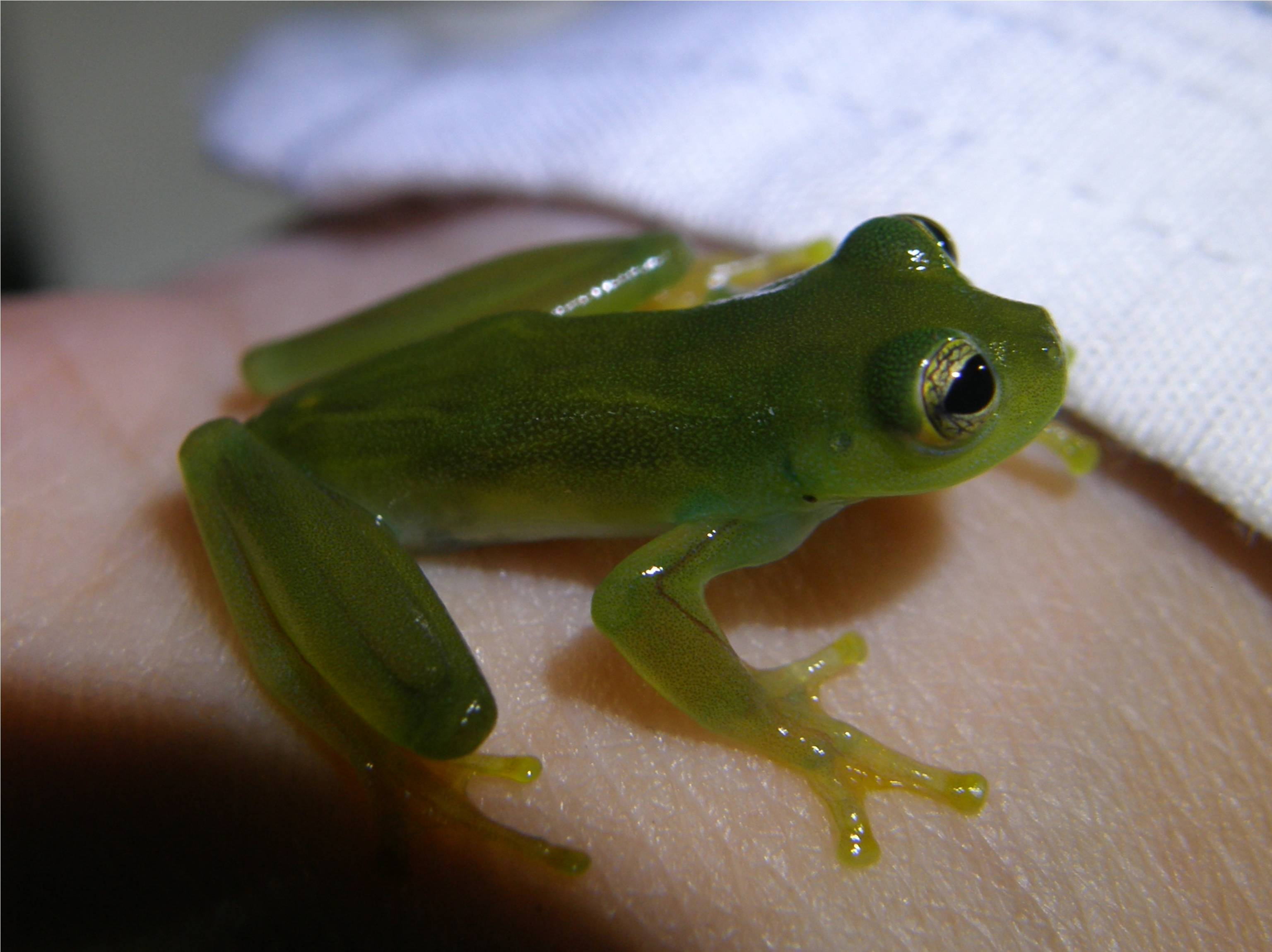